# 丁腈橡胶
丁腈橡胶（Nitrile Butadiene Rubber，NBR）是一种合成橡胶，由丙烯腈与丁二烯单体聚合而成的共聚物，耐油性（尤其是烷烃油）极好、耐磨性较高、气密性好、耐热性较好、粘接力强、耐老化性能较好等优点。缺点是耐低温性差、耐臭氧性差，绝缘性差，弹性稍低，不宜做绝缘材料。德国首先于1937年开始商业化生产。
虽然丁腈橡胶的化学性质和物理性质随着聚合物中氰基含量的变化而变化，但丁腈橡胶始终保持着抗油脂、汽油及其他溶剂溶解、腐蚀的特性。聚合物中氰基含量越高，其抗腐蚀性越强，同时弹性越差。
丁腈橡胶被用于制造油料的输送软管、阻燃输送带。其次用于汽车工业的密封器件，以及耐油垫圈、垫片、套管、软包装、软胶管、印染胶辊、电缆胶材料、核工业中用于制造防护手套。丁腈橡胶对温度有很强的适应能力，能在−40至108 °C的温度范围内正常工作，这一特性使得丁腈橡胶在航空工业中被广泛应用。丁腈橡胶还能浇铸成各种产品。
丁腈橡胶的高弹性，使它成为制造供实验室用的一次性实验手套的原料。丁腈橡胶也比天然橡胶更能耐受油脂和酸的腐蚀。虽然弹性和强度低于天然橡胶，但丁腈橡胶耐腐蚀能力比天然橡胶强数倍。

## 生产

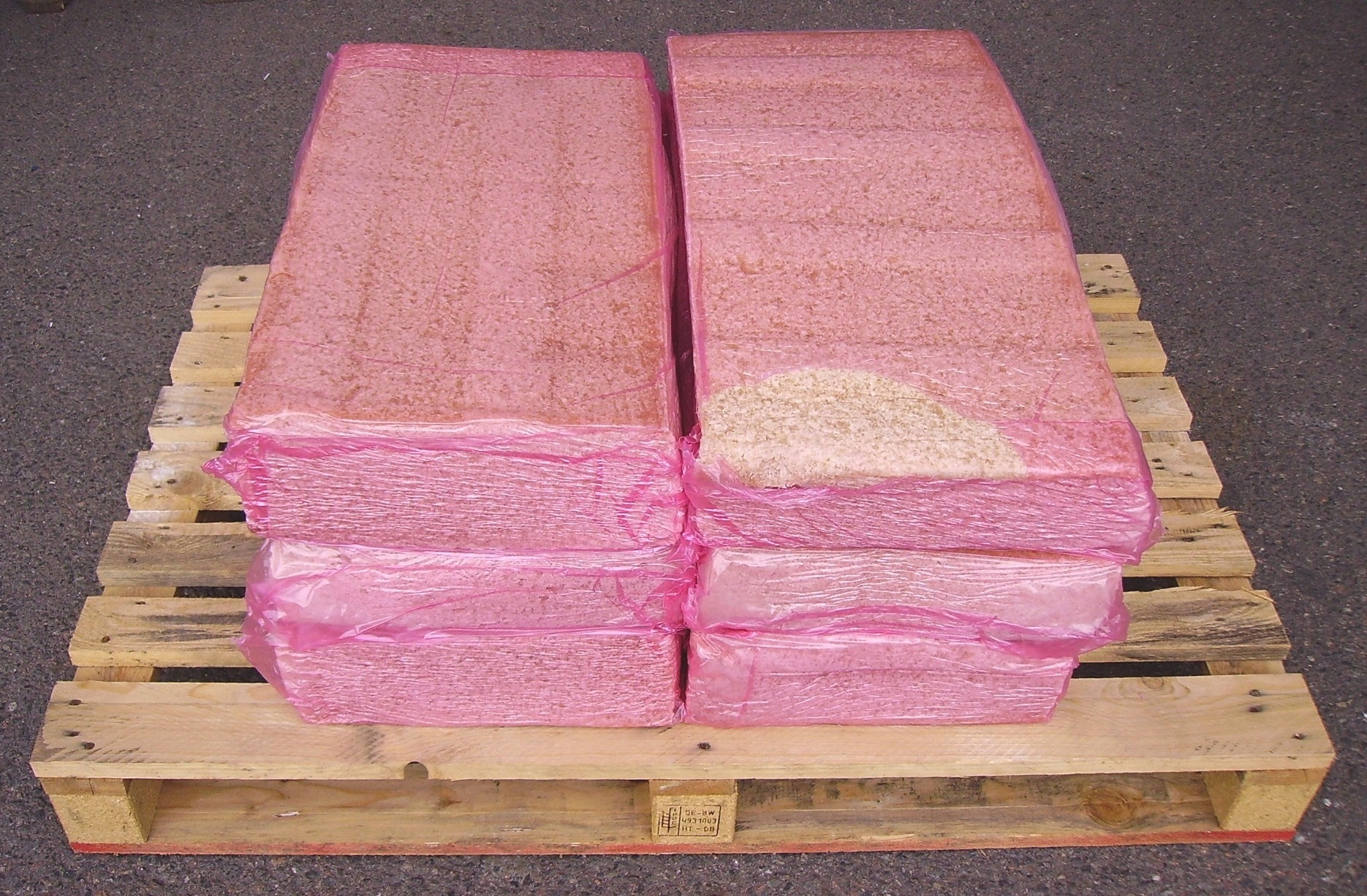
丁晴橡胶垫

在生产热丁腈橡胶的过程中，将乳化剂、2-丙烯腈、多种丁二烯单体（包括1,3-丁二烯，1,2-丁二烯）、引发剂和催化剂加入聚合反应的容器。水在反应容器中作为媒介，容器被加热到30-40℃来促使聚合反应并促进侧链的生成。因为在生产中加入了多种能参与加聚反应的单体，所以随着每种单体的浓度的变化或者是反应时条件的改变，最终所得的聚合物种类也会随之变化，并且所得的聚合物内的种类也是纷繁复杂的。最终的产物中不可能找出简单的重复单元。也由于这个原因，丁腈橡胶作为一个笼统的聚合物，不存在一个正式的IUPAC名字。该聚合反应中的一部分可用以下的方程式表示：
1,3-丁二烯+1,3-丁二烯+2-丙烯腈+1,3-丁二烯+1,3-丁二烯→丁腈橡胶
聚合反应通常要进行5-12小时，反应的产率可达70%，当反应趋近于结束时，向容器中加入链终止剂（例如二甲基二硫代氨基甲酸和二乙基羟胺）与剩余的自由基反应，从而终止聚合反应。而未反应的单体通过在泥浆气提器除去。
在生产冷丁腈橡胶的过程中和热丁腈橡胶的过程十分相似，聚合反应容器被降温到5-15℃而非加热到30-40℃。在较低的温度下，能大大减少聚合物中支链的数量。而冷丁腈橡胶和热丁腈橡胶最大的差别就在于支链的数量。

## 性质
丁腈橡胶的伸长率可达300%，抗张强度大于10N/mm2。丁腈橡胶对矿物油、植物油、苯、汽油、普通的稀酸和碱具有良好的耐受性。但丁腈橡胶的唇形密封圈不能使用在高于80℃的条件下，因为在该温度下，丁腈橡胶对于溶剂的稳定下会下降。

## 应用

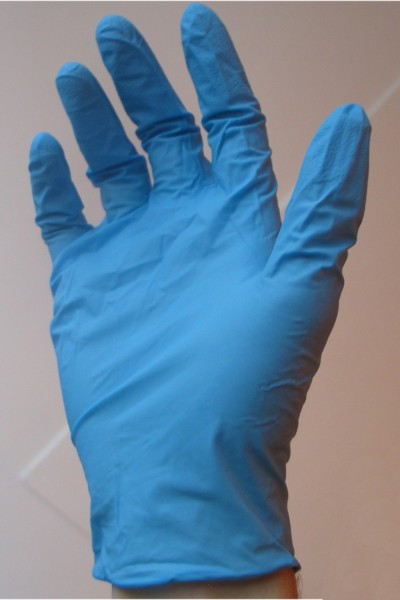
一只一次性丁腈橡胶手套。

丁腈橡胶的用途包括制造一次性医用手套、传送带、软管、O形圈、垫圈、油封产品、V形带、合成革、印刷辊以及电缆护套。丁腈橡胶还被用于制造粘合剂。
丁腈橡胶的氢化版本被称为氢化丁腈橡胶（HNBR）常被用于生产空调用O形圈。

## 安全
在操作硝酸等强氧化剂时穿戴丁腈橡胶是比较危险的，丁腈橡胶会在接触氧化性试剂的过程中被氧化，甚至导致燃烧。